# 1939 na Alemanha
Esta é uma cronologia dos fatos acontecimentos de ano 1939 na Alemanha.

## Eventos
- 23 de agosto: A Alemanha e a União Soviética assinam um pacto de não agressão, o Pacto Ribbentrop-Molotov.
- 1 de setembro: A Alemanha invade a Polónia, dando início à Segunda Guerra Mundial.
- 3 de setembro: O Reino Unido e a França declaram guerra à Alemanha.[1]
- 10 de setembro: O Canadá declara guerra à Alemanha.[2]
- 14 de outubro: O encouraçado britânico HMS Royal Oak é afundado pelo submarino alemão U-47 nas Ilhas Orkney, Escócia.[3]
- 8 de novembro: Adolf Hitler escapa de um atentado a bomba na cervejaria Bürgerbräukeller, em Munique.
- 17 de dezembro: O cruzador pesado alemão Admiral Graf Spee é afundado por sua tripulação, após deixar o porto de Montevidéu, no Uruguai.[4]